# Jedna země, jeden král
Jedna země, jeden král (v originále Un peuple et son roi) je belgicko-francouzský historický film z roku 2018, který režíroval Pierre Schoeller podle vlastního scénáře. Film byl uveden na filmovém festivalu v Benátkách dne 7. září 2018.

## Děj
Film zachycuje rané období Francouzské revoluce v Paříži, od dobytí Bastily 14. července 1789 až po popravu Ludvíka XVI. 21. ledna 1793. Zaměřuje se zejména na roli a vnímání krále Ludvíka XVI. jeho současníky během revoluce, která způsobila konec společnosti Ancien régime. Ve filmu vystupuje mladý pár z lidu, který který se účastní revoluce, stejně jako historické postavy té doby, jako Robespierre, Marat, Desmoulins nebo Danton.

## Obsazení
| Gaspard Ulliel           | Basile                                                  |
| Louis Garrel             | Maximilien Robespierre                                  |
| Adèle Haenel             | Françoise Candole                                       |
| Céline Salletteová       | Reine Audu                                              |
| Laurent Lafitte          | Ludvík XVI.                                             |
| Ruggero Barbera          | dauphin Ludvík                                          |
| Maëlia Gentil            | Marie Antoinetta                                        |
| Denis Lavant             | Jean Paul Marat                                         |
| Niels Schneider          | Louis Antoine de Saint-Just                             |
| Izïa Higelin             | Margot Laforce                                          |
| Olivier Gourmet          | Louis-Joseph Henri                                      |
| Noémie Lvovsky           | Solange, jeho žena                                      |
| Andrzej Chyra            | Claude François Lazowski                                |
| Johan Libéreau           | Tonin                                                   |
| Audrey Bonnet            | Landellová                                              |
| Thibaut Evrard           | Stanislas-Marie Maillard                                |
| Jean-Marc Roulot         | Lechenard                                               |
| Grégory Gatignol         | Clément l’Effaré                                        |
| Cosme Castro             | občan při útoku na Bastilu                              |
| Vincent Deniard          | Georges Danton                                          |
| Jean-Charles Clichet     | Jérôme Pétion de Villeneuve                             |
| Julia Artamonov          | Pauline Léon                                            |
| Patrick Hauthier         | François-Henri de Virieu                                |
| Philippe Chaine          | Jean-Denis Lanjuinais                                   |
| Rodolphe Congé           | Emmanuel Joseph Sieyès                                  |
| Jean-Pierre Duret        | Gamon                                                   |
| Guillaume Marquet        | Jean-Joseph Mounier, předseda Ústavodárného shromáždění |
| Pierre-François Garel    | Antoine Pierre Joseph Marie Barnave                     |
| John Arnold              | Nicolas de Condorcet                                    |
| Jacques Ledran           | Jacques-Guillaume Thouret                               |
| Étienne Beydon           | Camille Desmoulins                                      |
| Grégoire Tachnakian      | Antoine-François Momoro                                 |
| Thibault Lacroix         | Charles Varlet                                          |
| Frédéric Norbert         | César-Guillaume de La Luzerne, biskup z Langres         |
| Serge Merlin             | Ludvík XI. ve snu Ludvíka XVI.                          |
| Patrick Préjean          | Jindřich IV. ve snu Ludvíka XVI.                        |
| Louis-Do de Lencquesaing | Ludvík XIV. ve snu Ludvíka XVI.                         |
| Jacques Lacaze           | Bertrand Barère                                         |
| Gérald Cesbron           | Ludvík Filip                                            |
| Stéphane De Groodt       | kněz Norbert Pressac                                    |
| Laurent Papot            | Lazare Carnot                                           |

## Ocenění
- Festival politických filmů v Porto-Vecchio: cena mediální poroty
- César: nominace v kategoriích nejlepší kostýmy (Anaïs Romand), nejlepší výprava (Thierry François)